# エルム街の悪夢シリーズ
「エルム街の悪夢」（A Nightmare on Elm Street）シリーズは、ウェス・クレイヴンが監督・脚本を務めた映画『エルム街の悪夢』（1984年）から始まるアメリカの超自然的スラッシャーホラーシリーズ。9本の映画、テレビシリーズ、小説、コミック・ブック、その他さまざまなメディアで構成されている。

## 概要
本シリーズは、フレディ・クルーガーを主人公としており、復讐心に燃えた両親によって生きたまま焼かれた元子殺しで、墓場から戻ってきて、オハイオ州スプリングウッドの10代の住人たちをそれぞれの夢の中に登場して、彼らを恐怖に陥れて殺していく物語である。
クレイヴンは、続編第2作『エルム街の悪夢3 惨劇の館』（1987年）の共同脚本と、『エルム街の悪夢 ザ・リアルナイトメア』（1994年）の監督・脚本を担当し、このフランチャイズに復帰した。これらの作品は、全世界で4億7200万ドルの興行収入を記録した。
オリジナルの映画は1984年に公開された。その後、独立系映画会社であるニュー・ライン・シネマが製作した続編が次々と公開された。ニュー・ラインは、自社の成長を「エルム街」シリーズの成功に求めることが多い。
映画シリーズ全体としては、批評家の評価はまちまちだが、興行的には成功を収めている。他のアメリカのホラー映画シリーズのアメリカでの興行収入を比較すると、「エルム街の悪夢」はインフレーション調整後のUSドルで3番目に高い興行収入を記録している。
1988年には、フレディがホスト役を務めるテレビシリーズが制作された。パイロット・エピソードでは、フレディが殺した子供たちの両親に怒られて生きたまま焼かれた夜に焦点が当てられたが、それ以外のシリーズでは独立したプロットのエピソードが紹介された。
フレディ・クルーガーを主人公にした映画の他に、ノベライズやコミック・シリーズが出版され、同じくホラー・アイコンである「13日の金曜日」シリーズのジェイソン・ボーヒーズを主人公にしたクロスオーバー映画も製作された。1984年に公開された映画のリメイク版が2010年に公開され、リブート版も制作中である。

## 映画
| 映画                                                                                          | 米国公開日     | 監督                     | 脚本                                                                           | 原案                                                     | 製作                                                     |
| --------------------------------------------------------------------------------------------- | -------------- | ------------------------ | ------------------------------------------------------------------------------ | -------------------------------------------------------- | -------------------------------------------------------- |
| エルム街の悪夢 A Nightmare on Elm Street                                                      | 1984年11月9日  | ウェス・クレイヴン       | ウェス・クレイヴン                                                             | ウェス・クレイヴン                                       | ロバート・シェイ (Robert Shaye)                          |
| エルム街の悪夢2 フレディの復讐 A Nightmare on Elm Street 2: Freddy's Revenge                  | 1985年11月1日  | ジャック・ショルダー     | デヴィッド・チャスキン                                                         | デヴィッド・チャスキン                                   | ロバート・シェイ (Robert Shaye)                          |
| エルム街の悪夢3 惨劇の館 A Nightmare on Elm Street 3: Dream Warriors                          | 1987年2月27日  | チャック・ラッセル       | ウェス・クレイヴン、ブルース・ワグナー、チャック・ラッセル、フランク・ダラボン | ウェス・クレイヴン、ブルース・ワグナー                   | ロバート・シェイ (Robert Shaye)                          |
| エルム街の悪夢4 ザ・ドリームマスター 最後の反撃 A Nightmare on Elm Street 4: The Dream Master | 1988年8月19日  | レニー・ハーリン         | ケン&ジム・ウィート、ブライアン・ヘルゲランド                                  | ウィリアム・コツウィンクル、ブライアン・ヘルゲランド     | ロバート・シェイ、レイチェル・タラレイ                   |
| エルム街の悪夢5 ザ・ドリームチャイルド A Nightmare on Elm Street 5: The Dream Child           | 1989年8月11日  | スティーヴン・ホプキンス | レスリー・ボーム                                                               | ジョン・スキップ、クレイグ・スペクター、レスリー・ボーム | ロバート・シェイ、ルパート・ハーベイ                     |
| エルム街の悪夢 ザ・ファイナルナイトメア Freddy's Dead: The Final Nightmare                    | 1991年9月13日  | レイチェル・タラレイ     | マイケル・デ・ルカ                                                             | レイチェル・タラレイ                                     | ロバート・シェイ、アーロン・ワーナー                     |
| エルム街の悪夢 ザ・リアルナイトメア Wes Craven's New Nightmare                                | 1994年10月14日 | ウェス・クレイヴン       | ウェス・クレイヴン                                                             | ウェス・クレイヴン                                       | マリアンヌ・マッダレーナ                                 |
| フレディVSジェイソン Freddy vs. Jason                                                         | 2003年8月15日  | ロニー・ユー             | マーク・スウィフト&ダミアン・シャノン                                          | マーク・スウィフト&ダミアン・シャノン                    | ショーン・S・カニンガム                                  |
| エルム街の悪夢 A Nightmare on Elm Street                                                      | 2010年4月30日  | サミュエル・ベイヤー     | ウェズリー・ストリック、エリック・ハイセラー                                   | ウェズリー・ストリック                                   | マイケル・ベイ、アンドリュー・フォーム、ブラッド・フラー |

### 経緯
『エルム街の悪夢』の原型は、1970年代のロサンゼルス・タイムズ紙に掲載された、カンボジアのクメール・ルージュによる大虐殺からアメリカに逃れてきたクメール人難民が、眠れないほどの悪夢に悩まされていたといういくつかの新聞記事に端を発していると言われている。彼らは、カンボジアのクメール・ルージュによる大虐殺からアメリカに逃れてきた後、悪夢にうなされ、眠れなくなった。医学的には「アジアン・デス・シンドローム」と呼ばれた。症状自体は19歳から57歳の男性に限られており、原因不明の突然死症候群やブルガダ症候群ではないかと考えられている。ゲイリー・ライトによる1970年代のポップソング「Dream Weaver」は、クレイヴンにとって、「飛び降りる」ための芸術的な設定を与えてくれただけでなく、エルム街のサウンドトラックからシンセサイザーのリフをも与えた。また、クレイヴンは東洋の宗教を学んだ後にインスピレーションを得たとも言われている。
当初、フレッド・クルーガーは児童性愛者とされていたが、クレイヴン監督は、この映画の製作時期にカリフォルニア州で相次いで発生した児童虐待事件を悪用したとの非難を避けるため、最終的には児童殺人者として登場させることにした。クレイヴンの説明によると、フレッド・クルーガーという名前は、彼自身の思春期の経験から生まれたものだという。学校でフレッド・クルーガーという名前の子供にいじめられた経験から、悪役にその名前をつけたのだという。悪役のセーターの色は、DCコミックスのキャラクターであるプラスチックマンを参考にした。クレイヴンは、1982年にサイエンティフィック・アメリカン誌に掲載された「人間の網膜に最も衝突する2つの色は、この特別な組み合わせである」という記事を読んで、クルーガーのセーターの色を赤と緑にした。
ロバート・エングランドは、かつてフレディの物語の前日譚として『The First Kills』という本格的な企画があったことを明らかにした。この企画は、スプリングウッドのスラッシャーを追う2人の警察官と訴訟手続き中の2人の弁護士を中心に描かれるはずだった。エングルンドによると、ジョン・マクノートンが前日譚の監督として検討されていたが、1994年にニュー・ライン・シネマがターナー・ブロードキャスティング・システムに合併されたため、この計画は忘れ去られてしまった。マクノートンは、ミレニアムシフトの頃に戻ってきて、脚本家のR・J・ツァロフと一緒に、フレディがリンチを受けてから1984年の映画の出来事までの間に立ち往生しているとマクノートンが想像した地獄を舞台にした、別の前日譚のストーリーを制作することを望んだ。しかし、『リトル★ニッキー』（2000年）が地獄を舞台にした作品で、興行的にも大失敗したことから、ニュー・ライン・シネマはこのアイデアを却下し、当時は地獄を舞台にした作品の製作を控えていた。
2008年1月29日、バラエティ誌は、マイケル・ベイと彼が率いるプラチナム・デューンズが、1984年のオリジナル作品をリメイクして「エルム街の悪夢」フランチャイズをリブートすると報じた。プロデューサーのブラッド・フラーは、フレディのキャラクターに新鮮さを与えるために、フレディの怖さを失わせていたものを捨てて、「恐ろしい映画」を作ることに専念すると説明した。しかし、オリジナルのスタッフの間では、この映画をリメイクすることが良いアイデアかどうか、意見が一致しなかった。クレイヴンは、2009年にリメイクされた『鮮血の美学』では彼が「製作に向けて指揮を執った」のに対し、本作では製作側が彼をコンサルタントとして起用しなかったことを主な理由に、不快感を示した。一方、ロバート・イングランドは、『エルム街の悪夢』がリメイクされる時が来たと感じていた。イングランドは、クレイブンが1984年にオリジナルの『エルム街の悪夢』を製作したときには存在しなかったCGIやその他の技術を使って「夢の世界を利用する」ことができるというアイデアを気に入っていた。

### 将来
2015年8月には、ワーナー・ブラザース・ピクチャーズとニュー・ライン・シネマが、『エスター』の脚本家デヴィッド・レスリー・ジョンソンを起用して2度目のリメイク作品を開発中で、トビー・エメリッヒ、ウォルター・ハマダ、デイヴ・ノイスタッターがプロデュースすると報じられた。
2016年6月、ブラッド・フラーは、リメイク版は開発地獄だと語った。イングランドは、カメオ出演でのシリーズ復帰に興味を示した。
2018年12月、レスリー・ジョンソンは、『エルム街の悪夢』のリメイクはまだ開発中だが、ニューライン・シネマは「死霊館ユニバース」の方に注力していると語った。
「まだ始まったばかり。まだ何も決まっていない。「死霊館ユニバース」は、（ニュー・ライン・シネマの）ホラー・バーナーの中でも最も重要なものの一つ。みんなフレディにまた会いたいと思っているので、いつかは避けられないと思う」
2019年9月、ブラッディ・ディスガスティングは、映画化権がウェス・クレイヴンの財産に返還されたと報じた。また、同サイトは11月に、「エルム街の悪夢」の新作映画のためのピッチを積極的に受け付けていることから、エステートがフレディの復活に向けて動き出したことを明らかにした。伝えられるところによると、彼らは長編映画のピッチとHBO Maxシリーズの可能性のあるコンセプトの両方を求めていた。

### 興行成績
「エルム街の悪夢」を、「チャイルド・プレイ」、「13日の金曜日」、「ハロウィン」、「ハンニバル・レクター」シリーズ、「サイコ」、「ソウ」、「スクリーム」、「悪魔のいけにえ」など、他の興行収入上位のホラー・フランチャイズと比較し、2010年のインフレーション率を調整した場合、「エルム街の悪夢」は約5億8340万ドルで、米国での興行収入第3位となる。このシリーズのトップは「13日の金曜日」の6億7,150万ドルで、「エルム街の悪夢」は、「ハロウィン」の6億2,040万ドルに次いで、「ハンニバル・レクター」シリーズの5億7,940万ドル、「ソウ」の4億450万ドル、「スクリーム」の3億9,830万ドル、「サイコ」の3億7,030万ドル、「悪魔のいけにえ」の3億1,460万ドル、そして「チャイルド・プレイ」シリーズの1億9,970万ドルと続く。
| 映画                                            | 米国公開日     | 興行収入     | 興行収入     | 興行収入     | 製作費                   | Ref.          |
| 映画                                            | 米国公開日     | アメリカ     | その他の地域 | 全世界       | 製作費                   | Ref.          |
| ----------------------------------------------- | -------------- | ------------ | ------------ | ------------ | ------------------------ | ------------- |
| エルム街の悪夢                                  | 1984年11月9日  | $25,500,000  | $31,500,000  | $57,000,000  | $1,800,000               | [ 29 ] [ 30 ] |
| エルム街の悪夢2 フレディの復讐                  | 1985年11月1日  | $29,999,213  |              | $29,999,213  | $3,000,000               | [ 32 ]        |
| エルム街の悪夢3 惨劇の館                        | 1987年2月27日  | $44,793,222  |              | $44,793,222  | $4,300,000–4,600,000     | [ 35 ]        |
| エルム街の悪夢4 ザ・ドリームマスター 最後の反撃 | 1988年8月19日  | $49,369,899  |              | $49,369,899  | $6,500,000               | [ 37 ]        |
| エルム街の悪夢5 ザ・ドリームチャイルド          | 1989年8月11日  | $22,168,359  |              | $22,168,359  | $8,000,000               | [ 39 ]        |
| エルム街の悪夢 ザ・ファイナルナイトメア         | 1991年9月13日  | $34,872,033  |              | $34,872,033  | $9,000,000               | [ 40 ]        |
| エルム街の悪夢 ザ・リアルナイトメア             | 1994年10月14日 | $18,090,181  | $1,631,560   | $19,721,741  | $8,000,000               | [ 42 ]        |
| フレディVSジェイソン                            | 2003年8月15日  | $82,622,655  | $34,009,973  | $116,632,628 | $30,000,000              | [ 44 ]        |
| エルム街の悪夢                                  | 2010年4月30日  | $63,075,011  | $54,654,610  | $117,729,621 | $35,000,000              | [ 46 ]        |
| 合計                                            | 合計           | $370,490,573 | $121,796,143 | $474,286,716 | $105,600,000–$105,900,00 |               |

## テレビ
1988年10月9日から始まった『フレディの悪夢』は、『トワイライト・ゾーン』のように、毎週異なるホラーストーリーを紹介するアンソロジー・シリーズだった。ホストはフレディ・クルーガーで、ロバート・イングランドは映画の役柄を再現していた。フレディはどちらかというと背景的なキャラクターであったが、特定のエピソードのプロットに影響を与えるために時折現れることがあった。1990年3月10日までの2シーズン、全44話が放送された。ほとんどのエピソードはフレディが主役ではなかったが、パイロット・エピソードの「No More Mr.Nice Guy」では、クルーガーの裁判の様子と、無罪判決を受けた後にエルム街の親たちの手で殺される様子が描かれている。監督は「悪魔のいけにえ」のトビー・フーパーで、フレディの無罪は逮捕したティム・ブロッカー中尉が彼にミランダ警告を読まなかったことによる。町の両親がフレディを焼き殺した後、彼はブロッカーの夢に出てくる。歯科医院で眠らされたブロッカーの前にフレディが現れ、彼を殺したことで、フレディは復讐を果たす。

## その他のメディア

### ノベライズ
最初の5つの映画のノベライズはセント・マーティンズ・プレスから出版された。それらの作品の多くは細部を除いて映画のストーリーに準拠しているが、『エルム街の悪夢3』のノベライズは映画の内容を踏襲するのではなく、同じプロットを利用してまったく別のストーリーを展開し、またフレディの異なるバックストーリーが描かれている。1992年、Abdo & Daughters Publishing Companyは、最初の6つの映画の新しいノベライズを出版した。ボブ・イタリア（Bob Italia）によって書かれたこの本は、それぞれ100ページ以下で、映画のプロットに沿って書かれている。映画『エルム街の悪夢 ザ・リアルナイトメア』と『フレディVSジェイソン』のノベライズは、トーア・ブックスとBlack Flameから出版された。これらの小説も映画を忠実に踏襲しているが、『フレディVSジェイソン』のノベライズでは映画とは異なる結末が描かれている。

### コミック・ブック
この映画シリーズの人気は、マーベル・コミック、イノベーション・コミックス (Innovation Publishing) 、トライデント・コミックス (Trident Comics) 、アヴァター・プレス (Avatar Press) 、そして最近ではワイルドストーム・コミックス (WildStorm) などの出版社からいくつかのコミックブックシリーズの制作にもつながった。スティーヴ・ガーバー、アンディ・マンゲルス、チャック・ディクソン、ブライアン・プリドなどの作家が、さまざまなシリーズにストーリーを提供している。「Freddy vs. Jason vs. Ash: The Nightmare Warriors」のように、他のフランチャイズとのクロスオーバーも行われている。

### おもちゃ
2010年2月には、ファンコから「フレディ ボブルヘッド」が発売された。また、2010年には、NECA (National Entertainment Collectibles Association) から、『エルム街の悪夢3 惨劇の館』のフィリップの死のシーンに登場するフレディ・クルーガーの10インチパペット、手袋の金属製レプリカ、そして2体のアクションフィギュアが発売された。

### ビデオゲーム
1989年に「A Nightmare on Elm Street」のタイトルで「エルム街の悪夢」を題材にしたゲームソフトが2種類発売されている。レアが開発し、LJNから発売されたNintendo Entertainment System（NES）用のものと、Monarch Softwareから発売されたコモドール64およびIBM PC用のものである。